# Марьяновка (Гайсинский район)
Марья́новка (укр. Мар'янівка) — село на Украине, находится в Гайсинском районе Винницкой области.
Код КОАТУУ — 0520883612. Население по переписи 2001 года составляет 977 человек. Почтовый индекс — 23716. Телефонный код — 4334.
Занимает площадь 1,287 км².

## Адрес местного совета
23714, Винницкая область, Гайсинский р-н, с. Куна, пер. Ленина, 6